# Хронологија ФНРЈ и КПЈ јун 1948.
Хронолошки преглед важнијих догађаја везаних за друштвено-политичка дешавања у Федеративној Народној Републици Југославији (ФНРЈ) и деловање Комунистичке партије Југославије (КПЈ), као и општа политичка, друштвена, спортска и културна дешавања која су се догодила у току јуна месеца 1948. године.
| ← мај | ← мај | ← мај | ← мај | ← мај | ← мај | ← мај | ← мај | ← мај | Хронологија ФНРЈ и КПЈ током 1948. године | Хронологија ФНРЈ и КПЈ током 1948. године | Хронологија ФНРЈ и КПЈ током 1948. године | Хронологија ФНРЈ и КПЈ током 1948. године | Хронологија ФНРЈ и КПЈ током 1948. године | Хронологија ФНРЈ и КПЈ током 1948. године | Хронологија ФНРЈ и КПЈ током 1948. године | Хронологија ФНРЈ и КПЈ током 1948. године | Хронологија ФНРЈ и КПЈ током 1948. године | Хронологија ФНРЈ и КПЈ током 1948. године | Хронологија ФНРЈ и КПЈ током 1948. године | Хронологија ФНРЈ и КПЈ током 1948. године | Хронологија ФНРЈ и КПЈ током 1948. године | Хронологија ФНРЈ и КПЈ током 1948. године | јул → | јул → | јул → | јул → | јул → | јул → | јул → |
| 1     | 2     | 3     | 4     | 5     | 6     | 7     | 8     | 9     | 10                                        | 11                                        | 12                                        | 13                                        | 14                                        | 15                                        | 16                                        | 17                                        | 18                                        | 19                                        | 20                                        | 21                                        | 22                                        | 23                                        | 24    | 25    | 26    | 27    | 28    | 29    | 30    |

### 1. јун
- У Београду умро Јаша Продановић (1867—1948), књижевник и политичар, један од оснивача Републиканске странке (1921), потпредседник Владе ФНРЈ и члан Српске академије наука.[1]

### 3. јун
- Влада ФНРЈ, на предлог Министарства финансија, донела Уредбу о народном зајму Петогодишњег плана развитка народне привреде ФНРЈ, који је пропагиран паролама — Истина победити мора и Радом ћемо доказати да Југославија гради социјализам.[2][3]

### 13. јун
- У Оточцу, поводом петогодишњице Првог заседања ЗАВНОХ-а, на иницијативу Савеза бораца НОР котара Оточац, основан Музеј народног ослобођења, који је био посвећен Првом заседању ЗАВНОХ-а и био први музеј посвећен Народноослободилачкој борби у Народној Републици Хрватској.[2]

### 19. јун
- У Београду одржан пленум Савезног одбора Народног фронта Југославије на коме је разматран извештај о раду Народног фронта. Пленум је донео закључке о даљем раду и одлуку да се из Савезног одбора искључе Андрија Хебранг и Сретен Жујовић, а за генералног секретара Народног фронта изабран је Петар Стамболић.[2]

### 20. јун
- У Букурешту, од 20. до 22. јуна, одржано заседање Комунистичког информационог бироа (Коминформ/Информбиро), на коме је усвојена Резолуција о стању у КП Југославије.[3]
- ЦК КПЈ, поводом заказаног састанка Информбироа у Букурешту, дао изјаву у којој је нагласио да не може послати своје представнике на овај састанак, јер је питање несугласица између ЦК СКП(б) и ЦК КПЈ постављено неправилно, а КПЈ је једнострано оптужена у већ објављеним писменим изјавама СКП(б) и других комунистичких партија. Предложено је да се о спору не расправља под овим условима, већ у непосредном контакту ЦК СКП(б) и ЦК КПЈ, а учесницима заседања Информбироа предложено је да са дневног реда скину дискусију О стању у КПЈ.[2][4]

### 27. јун
- У Скопљу, 27. и 28. јуна, одржан Други конгрес Антифашистичког фронта жена Македоније, на коме су главна питања била — активност АФЖ на привлачењу и масовном укључивању жена у испуњавању задатака одређених Петогодишњим планом, свестрани рад за политичко и културно-просветно уздизање жена, рад са сељанкама у циљу обнављања пољопривреде и развијања задругарства.[5]

### 28. јун
- Информбиро објавио Резолуцију о стању у Комунистичкој партији Југославије, која је донета на заседању у Букурешту, на инсистирање делегације ЦК СКП(б). Отужбе изнете у Резолуцији, биле су поновљене оптужбе из писама ЦК СКП(б) упућених ЦК КПЈ, у којима је КПЈ отужена да је постала „кулачка партија”, да се утопила у Народни фронт и да таква политика може довести само до изрођавања Југославије у обичну буржоаску републику. На крају Резолуције су позване „здраве снаге КПЈ да присиле своје данашње руководиоце да отворено и поштено признају своје грешке и да их поправе”. Поред клевете на рачун КПЈ, Резолуција је била директан позив и подстицај на жестоку кампању против Југославије.[5][3][4]

### 29. јун
- Централни комитет КПЈ одржао седницу поводом Резолуције о стању у КПЈ, која је донета на заседању Информбироа. На седници је донета Изјава ЦК КПЈ поводом Резолуције у којој се истиче да је заснована на нетачним и неоснованим тврдњама и да представља покушај рушења угледа КПЈ. Одлучено је да се Резолуција Информбироа и Изјава ЦК КПЈ у целини објаве у штампи, што је и учињено наредног дана.[5][3][4]

### 30. јун
- Председник Владе ФНРЈ Јосип Броз Тито, у пратњи председника Владе НР Хрватске Владимира Бакарића, начелника генералштаба ЈА генерал-пуковника Коче Поповића, генерал-лајтнанта Светозара Вукмановића обишао градилиште Новог Београда, где је разговарао са руководиоцима радова, радницима и омладинцима.[4]